# 팔판길
팔판길(八判길, Palpan-gil)은 서울특별시 종로구 세종로 1-54에서 삼청동 147-15까지를 잇는 도로이다. 도로명은 법정동 팔판동에서 유래하였다.

## 연혁
- 2010년 7월 2일: 종로구 도로명 주소 고시

## 주요 경유지
서울특별시
- 종로구 (세종로 - 팔판동 - 삼청동)

## 노선
| 교차로 | 접속 노선 | 소재지 | 소재지 | 비고             |
| ------ | --------- | ------ | ------ | ---------------- |
|        | 청와대로  | 종로구 | 삼청동 | 교차로 이름 없음 |
|        | 삼청로7길 | 종로구 | 삼청동 | 교차로 이름 없음 |